# Ferrari 125 S
La Ferrari 125 S è stata la prima autovettura costruita nel 1947 dalla neonata casa automobilistica italiana Ferrari, in soli due esemplari.

## Storia

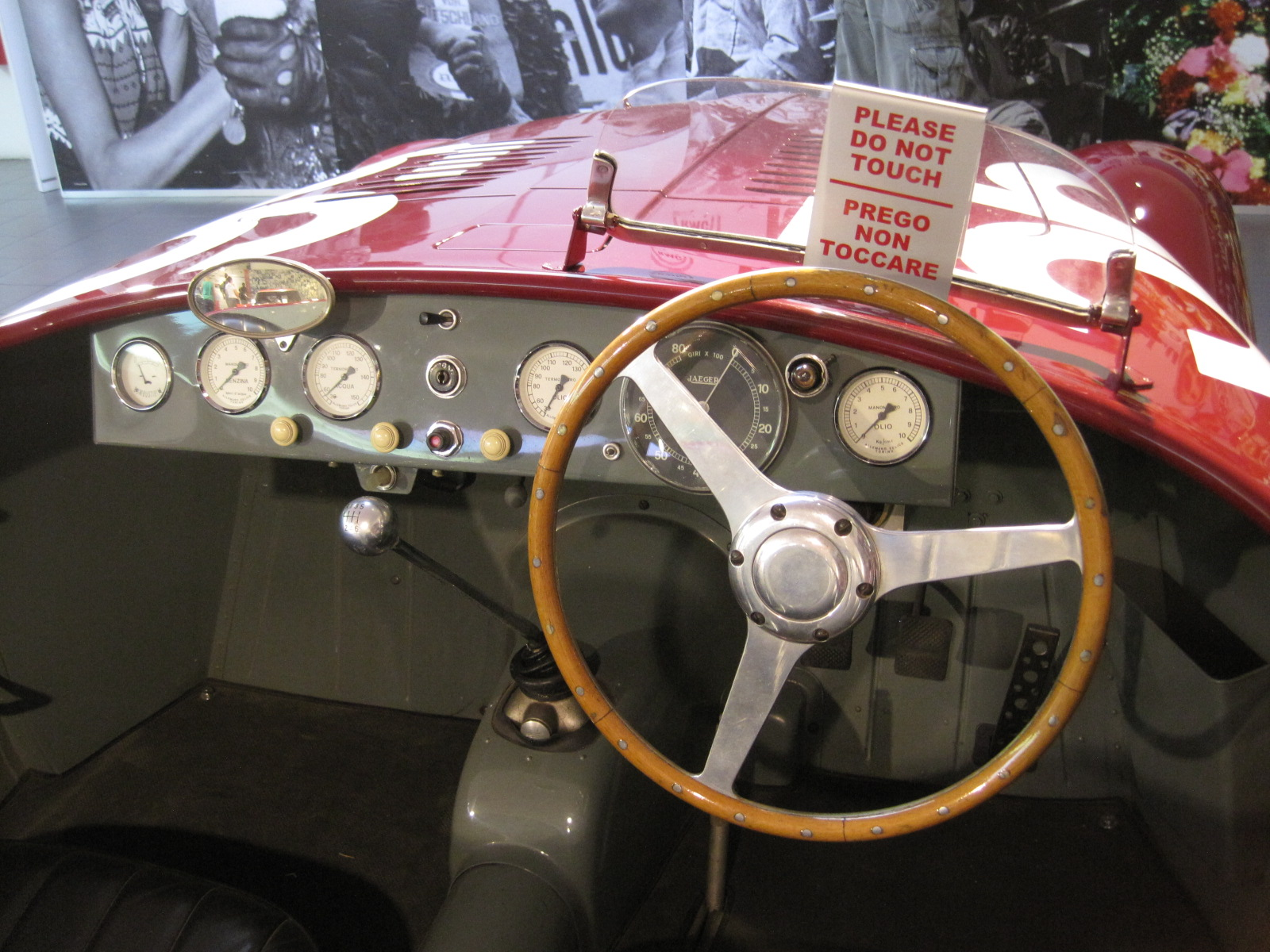
Posto di guida

Il primo esemplare, conosciuto come "Ala spessa", era di tipo sportivo stradale, con carrozzeria barchetta a ruote coperte realizzata dal carrozziere modenese Giuseppe Peiretti, montava il motore 12 cilindri con disposizione a V di 60 gradi da 90 CV, progettato da Gioachino Colombo, con una cilindrata di 1497,77 cm³.
Il secondo esemplare, denominato "125 S Competizione", aveva una carrozzeria biposto "a sigaro" a ruote scoperte, disegnata da Giuseppe Busso, con eguale propulsore a 12 cilindri, ma con potenza portata a circa 120 CV. La vettura, il cui autotelaio venne utilizzato, l'anno successivo, per realizzare la monoposto Ferrari 125 F1, è più nota con il nomignolo di "Autobotte", affibbiatogli dal Drake che non gradiva quel tipo di carrozzeria.
Fu collaudata e guidata da Franco Cortese, primo pilota Ferrari, in ordine cronologico.
Oltre a essere la prima con il marchio Ferrari fu anche l'ultima vettura a scendere in pista con il vecchio colore "rosso corsa Alfa Romeo" che aveva sempre caratterizzato le vetture della Scuderia Ferrari. In seguito, la scuderia di Maranello adottò stabilmente per le sue vetture il "rosso corsa FIAT", meglio conosciuto in seguito come "Rosso Corsa".
ll primo motore della "125 S", appena montato sull'autotelaio, fu messo in moto da Enzo Ferrari il 12 marzo 1947, data scelta nel 2017 per dare inizio all'organizzazione dei festeggiamenti per il 70º anniversario dell'azienda.

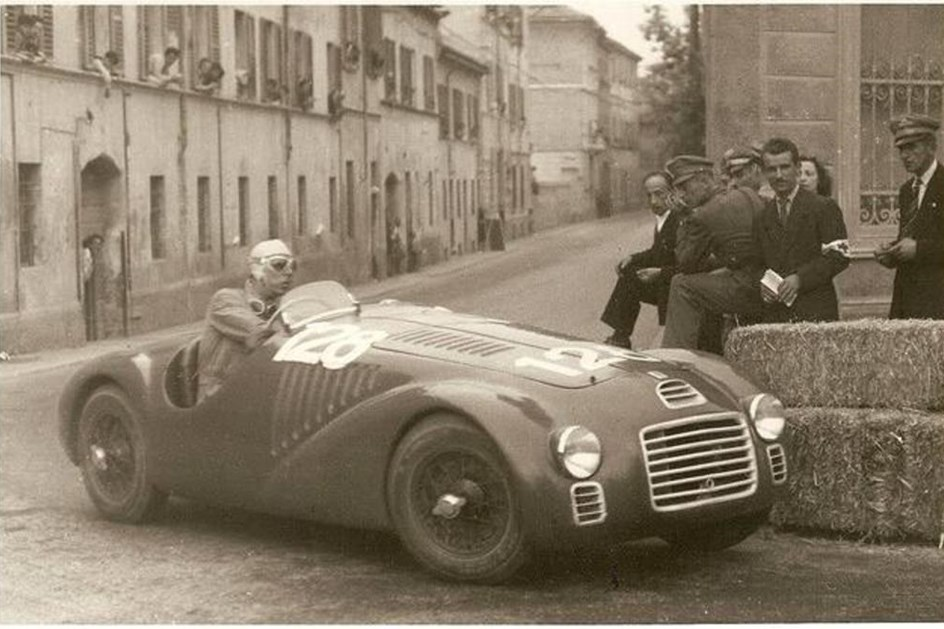
Esordio della 125 S al circuito di Piacenza, alla guida Franco Cortese

L'esordio delle Ferrari 125 S avvenne al circuito di Piacenza l'11 maggio 1947, affidate a Franco Cortese e Nino Farina. Durante le prove Farina danneggiò la sua "125 S Competizione" e, nonostante fosse stata prontamente riparata, chiese di condurre la "125 S" di Cortese, ritenendola più adatta al circuito. Al diniego di Enzo Ferrari, Farina abbandonò la gara, nella quale scese in pista la sola vettura di Cortese, poi costretta al ritiro da un'avaria alla pompa di alimentazione.
Due settimane dopo, il 25 maggio, Franco Cortese conquistò la prima vittoria per la neonata Ferrari, vincendo il Gran Premio di Roma, sul circuito delle Terme di Caracalla.
I due esemplari costruiti, con alla guida Nuvolari e Cortese, furono poi schierati in gara sul Circuito di Parma, il 13 luglio. Vinse Nuvolari con la "125 S Competizione", seguito da Cortese a meno di 10", alla media di 93,733 km/h. Lo stesso anno, sempre Nuvolari sulla "125 S Competizione" vinse anche sul Circuito di Forlì il Gran Premio organizzato dalla Scuderia Arcangeli, ossia il I Gran Premio Città di Forlì.
Entrambe le vetture originali sono state smantellate dalla Ferrari allo scopo di riutilizzarne i componenti per le evoluzioni "125 F1", "159" e "166", ma in occasione dei 40 anni dalla fondazione dell'azienda, nel 1987, sulla base dei disegni e delle foto dell'epoca, la Michelotto Automobili è stata incaricata di realizzare una replica della vettura "Ala spessa", dotata di un motore originale rimasto nel magazzino Ferrari.

## Altre versioni
Fu realizzata anche la Ferrari 125 C, differente nel tipo di carrozzeria, ma con circa la stessa meccanica.

## Caratteristiche tecniche
| Caratteristiche tecniche - Ferrari 125 S                                                   | Caratteristiche tecniche - Ferrari 125 S | Caratteristiche tecniche - Ferrari 125 S | Caratteristiche tecniche - Ferrari 125 S | Caratteristiche tecniche - Ferrari 125 S | Caratteristiche tecniche - Ferrari 125 S |
| ------------------------------------------------------------------------------------------ | --- | --- | --- | --- | --- |
|                                                                                            | | | | | |
| Configurazione                                                                             | | | | | |
| Carrozzeria: barchetta                                                                     | Carrozzeria: barchetta | Posizione motore: anteriore, longitudinale | Posizione motore: anteriore, longitudinale | Trazione: posteriore | Trazione: posteriore |
| Dimensioni e pesi                                                                          | | | | | |
| Posti totali:                                                                              | Posti totali: | Bagagliaio: | Bagagliaio: | Serbatoio: 75 l | Serbatoio: 75 l |
| Meccanica                                                                                  | | | | | |
| Tipo motore: 12 cilindri V (60°), raffreddamento a liquido. Rapporto di compressione 7,5:1 | Tipo motore: 12 cilindri V (60°), raffreddamento a liquido. Rapporto di compressione 7,5:1 | Tipo motore: 12 cilindri V (60°), raffreddamento a liquido. Rapporto di compressione 7,5:1 | Cilindrata: Alesaggio x Corsa 55 x 52,5 mm, unitaria 124,73 cm³, totale 1496,77 cm³ | Cilindrata: Alesaggio x Corsa 55 x 52,5 mm, unitaria 124,73 cm³, totale 1496,77 cm³ | Cilindrata: Alesaggio x Corsa 55 x 52,5 mm, unitaria 124,73 cm³, totale 1496,77 cm³ |
| Distribuzione: 2 valvole per cilindro, Monoalbero a camme in testa                         | Distribuzione: 2 valvole per cilindro, Monoalbero a camme in testa | Distribuzione: 2 valvole per cilindro, Monoalbero a camme in testa | Alimentazione: 3 carburatori Weber 30 DCF | Alimentazione: 3 carburatori Weber 30 DCF | Alimentazione: 3 carburatori Weber 30 DCF |
| Prestazioni motore                                                                         | Potenza: massima 118 CV a 6800 giri/minuto, specifica 78,8 CV/litro | Potenza: massima 118 CV a 6800 giri/minuto, specifica 78,8 CV/litro | Potenza: massima 118 CV a 6800 giri/minuto, specifica 78,8 CV/litro | Potenza: massima 118 CV a 6800 giri/minuto, specifica 78,8 CV/litro | Potenza: massima 118 CV a 6800 giri/minuto, specifica 78,8 CV/litro |
| Accensione: mono, 2 magneti                                                                | Accensione: mono, 2 magneti | Accensione: mono, 2 magneti | Impianto elettrico: | Impianto elettrico: | Impianto elettrico: |
| Frizione: monodisco a secco                                                                | Frizione: monodisco a secco | Frizione: monodisco a secco | Cambio: 5 rapporti + RM | Cambio: 5 rapporti + RM | Cambio: 5 rapporti + RM |
| Telaio                                                                                     | | | | | |
| Corpo vettura                                                                              | longheroni e traverse | longheroni e traverse | longheroni e traverse | longheroni e traverse | longheroni e traverse |
| Sterzo                                                                                     | vite senza fine e settore | vite senza fine e settore | vite senza fine e settore | vite senza fine e settore | vite senza fine e settore |
| Sospensioni                                                                                | anteriori: indipendenti, quadrilateri trasversali, balestra trasversale, ammortizzatori idraulici / posteriori: ponte rigido, balestre semiellittiche longitudinali, ammortizzatori idraulici, barra stabilizzatrice | anteriori: indipendenti, quadrilateri trasversali, balestra trasversale, ammortizzatori idraulici / posteriori: ponte rigido, balestre semiellittiche longitudinali, ammortizzatori idraulici, barra stabilizzatrice | anteriori: indipendenti, quadrilateri trasversali, balestra trasversale, ammortizzatori idraulici / posteriori: ponte rigido, balestre semiellittiche longitudinali, ammortizzatori idraulici, barra stabilizzatrice | anteriori: indipendenti, quadrilateri trasversali, balestra trasversale, ammortizzatori idraulici / posteriori: ponte rigido, balestre semiellittiche longitudinali, ammortizzatori idraulici, barra stabilizzatrice | anteriori: indipendenti, quadrilateri trasversali, balestra trasversale, ammortizzatori idraulici / posteriori: ponte rigido, balestre semiellittiche longitudinali, ammortizzatori idraulici, barra stabilizzatrice |
| Freni                                                                                      | anteriori: a tamburo / posteriori: a tamburo | anteriori: a tamburo / posteriori: a tamburo | anteriori: a tamburo / posteriori: a tamburo | anteriori: a tamburo / posteriori: a tamburo | anteriori: a tamburo / posteriori: a tamburo |
| Pneumatici                                                                                 | anteriori 5,00-15 - posteriori 6,00-15 | anteriori 5,00-15 - posteriori 6,00-15 | anteriori 5,00-15 - posteriori 6,00-15 | anteriori 5,00-15 - posteriori 6,00-15 | anteriori 5,00-15 - posteriori 6,00-15 |
| Prestazioni dichiarate                                                                     | | | | | |
| Velocità: 210 km/h                                                                         | Velocità: 210 km/h | Velocità: 210 km/h | Accelerazione: | Accelerazione: | Accelerazione: |
| Fonte dei dati: https://www.ferrari.com/it-IT/auto/125-s                                   | | | | | |